# Rusești, Hunedoara
Rusești este un sat în comuna Bulzeștii de Sus din județul Hunedoara, Transilvania, România.